# Ouled Khlifa
Ouled Khlifa är en ort i Marocko. Den ligger i regionen Fès-Meknès, 170 km öster om huvudstaden Rabat. Ouled Khlifa ligger 539 meter över havet och antalet invånare är 200.